# Lácacséke
Lácacséke község Borsod-Abaúj-Zemplén vármegyében, a Cigándi járásban. Az 1950-es években jött létre a korábban önálló Láca és Cséke
községek egyesítésével; harmadik nagyobb településrésze Monyha.

## Fekvése
A Bodrogköz magyarországi részének keleti részén helyezkedik el, nem messze a szlovák határtól; a megyeszékhely Miskolctól közúton mintegy 120 kilométerre keletre fekszik.
A környező települések közül Semjéntől 3, Dámóctól 4, Kisrozvágytól 5, Ricsétől mintegy 7 kilométer távolság választja el, az országhatár szlovák oldalán a legközelebbi község Perbenyik (Pribeník). A legközelebbi város a szintén Szlovákia területén fekvő Királyhelmec (Kráľovský Chlmec).

### Megközelítése
Csak közúton közelíthető meg, Pácin és Zemplénagárd felől egyaránt a 3807-es úton; ez Lácán és Csékén is keresztülvezet. Monyha, mely zsákfalunak tekinthető, közúton csak Láca központja felől érhető el, a 38 121-es számú mellékúton.

## Történelme
Láca község már az 1500-as évek elején írásos formában a Bagossy család birtokaként említették. A Láczay családdal 1598-ban találkozni, Láczay Péter birtokos személyében. Cséke neve 1333-ban a pápai tizedjegyzékben szerepel először. A Csékey család ősi fészke, mely család várat is épített, ami a XVI. században még fennállt. Lácacséke 1950-ben jött létre Láca és Cséke községek egyesítésével. Ideiglenes neve Láca volt, mai végleges nevét 1951-ben kapta.

## Közélete

### Polgármesterei
- 1990–1993: Pásztor Zsigmond (KDNP)[4]
- 1993–1994: Szmolniczki Zoltán
- 1994–1998: Téglás Csaba (független)[5]
- 1998–1999: Téglás Csaba (független)[6]
- 1999–2001: Téglásné Renyó Katalin (független)[7][8]
- 2002–2002: Dr. Salamon Sándor (független)[9][10]
- 2002–2006: Fedor László András (független)[11]
- 2006–2010: Fedor László András (független)[12]
- 2010–2014: Fedor László András (független)[13]
- 2014–2019: Fedor László András (független)[14]
- 2019–2024: Fedor László András (független)[15]
- 2024– : Fedor László András (Fidesz-KDNP)[1]

A településen 1999. november 14-én időközi polgármester-választást tartottak, aminek oka még tisztázást igényel, de az előző polgármester nem indult el rajta. A választás furcsa érdekessége volt, hogy a négy induló közül az egyetlen nem független aspiráns, a Zempléni Településszövetség jelöltje 10,48 %-kal csak az utolsó helyet tudta elérni, tehát a térségi önkormányzatok (sok más érintett településen jellemzően sikeresen működő) összefogása itt nem volt képes a helyiek körében elfogadott jelöltet találni. Ugyanebben az önkormányzati ciklusban sort kellett keríteni még egy második időközi polgármester-választásra is, 2002. március 17-én, az addigi polgármester lemondása miatt.

### Díszpolgárai
- Dr. Salamon Sándor korábbi polgármester (2004)[17]
- Dr. Bodrogi István onkológus professzor (2016)[18]
- Derczó István építőipari vállalkozó (2024)[forrás?]

### Kulturális élete
2016 óta, nyaranta Éles Bulcsú grafikusművész vezetésével a Lácacsékei Művésztelep működik a településen, és gazdagítja a falu értékeit.
Ismertetések a Lácacsékei Művésztelepről:
- Spanyolnátha 2020 Archiválva 2020. szeptember 28-i dátummal a Wayback Machine-ben
- Új Művészet 2019
- Új Művészet 2017
- SYMPOSION PORTÁL

## Népesség
A település népességének változása:
| Lakosok száma | 334  | 324  | 311  | 278  | 294  | 267  | 254  |
|               | 2013 | 2014 | 2015 | 2021 | 2022 | 2023 | 2024 |

2001-ben a település lakosságának 75%-a magyar, 25%-a cigány nemzetiségűnek vallotta magát.
A 2011-es népszámlálás során a lakosok 97,3%-a magyarnak, 39,8% cigánynak, 0,6% németnek, 0,6% szlováknak, 0,3% ukránnak mondta magát (2,4% nem nyilatkozott; a kettős identitások miatt a végösszeg nagyobb lehet 100%-nál). A vallási megoszlás a következő volt: római katolikus 14,6%, református 42,9%, görögkatolikus 14,3%, evangélikus 0,3%, felekezeten kívüli 19,5% (8,2% nem válaszolt).
2022-ben a lakosság 93,2%-a vallotta magát magyarnak, 65,6% cigánynak, 0,7% németnek, 0,3% szlováknak, 0,3% lengyelnek, 2% egyéb, nem hazai nemzetiségűnek (6,8% nem nyilatkozott; a kettős identitások miatt a végösszeg nagyobb lehet 100%-nál). Vallásuk szerint 4,8% volt római katolikus, 23,5% református, 9,9% görög katolikus, 0,7% egyéb keresztény, 40,5% felekezeten kívüli (20,4% nem válaszolt).

## Látnivalók
- Görögkatolikus templom Cséke községben
- Kortárs magyar képzőművészeti gyűjtemény[23]
- Monyhai-temető kálváriakövekkel[24]
- Református templom Láca községben